# Leucesthes margarita
Leucesthes margarita là một loài bướm đêm trong họ Geometridae.